# Ibolyás tűzlepke
Az ibolyás tűzlepke (Lycaena alciphron) a boglárkalepke-félék családjába tartozó, Európától Közép-Ázsiáig elterjedt lepkefaj. 

## Megjelenése
Az ibolyás tűzlepke szárnyfesztávolsága 3,4-3,6 cm. A hím szárnyainak alapszíne vöröses narancssárga, több-kevesebb ibolyaszínű behintéssel. Szegélye fekete. Az elülső szárny sejtjében nagy fekete folt látható, ezen kívül a szárnyakat kisebb, elmosódott (különösen a hátsó szárnyakon), fekete foltok díszítik. Fonákja szürkéssárga, számos kis fekete folt tarkítja, a hátsó szárnyak peremén gyenge, narancsvörös, szalagszerű foltsor látható. A nőstény sötétbarna, elülső szárnyán sárgás fénnyel. A hátulsó szárnyak narancsvörös szegélyfoltsora erős, jól látható. A szárnyak fonákja szintén sárgásszürke, a szegélyfoltsor a hátulsó szárnyon erőteljes.
Igen változékony, alapszíne, rajzolata és az ibolyás behintettség mértéke is eltérő lehet. 
Petéje kerek, fehér, felszíne gödörkés. 
Hernyója zöld, sűrűn szőrös, hátán és oldalán egy-egy sötéten árnyékolt fehéreszöld csík húzódik.

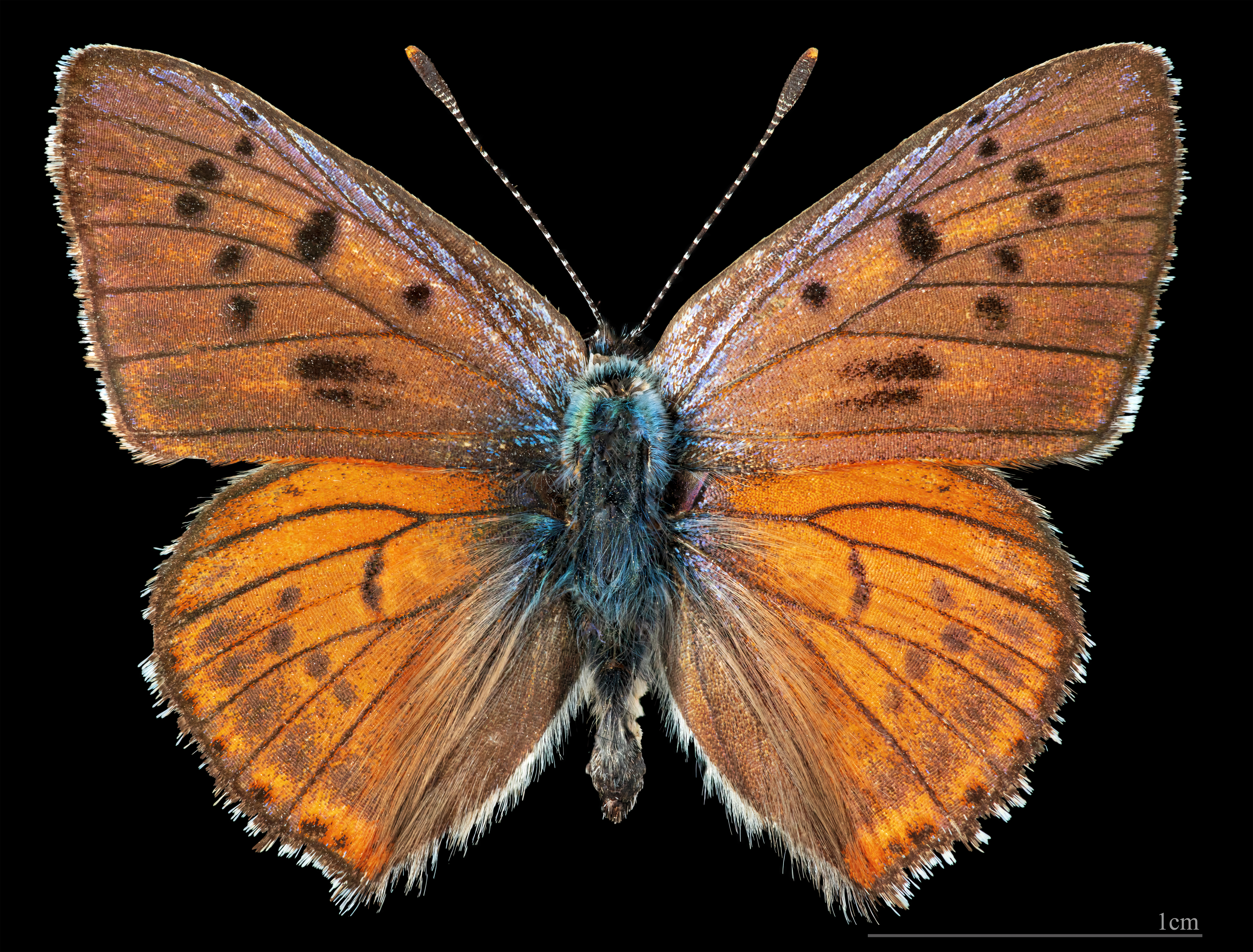
Lycaena alciphron ♂
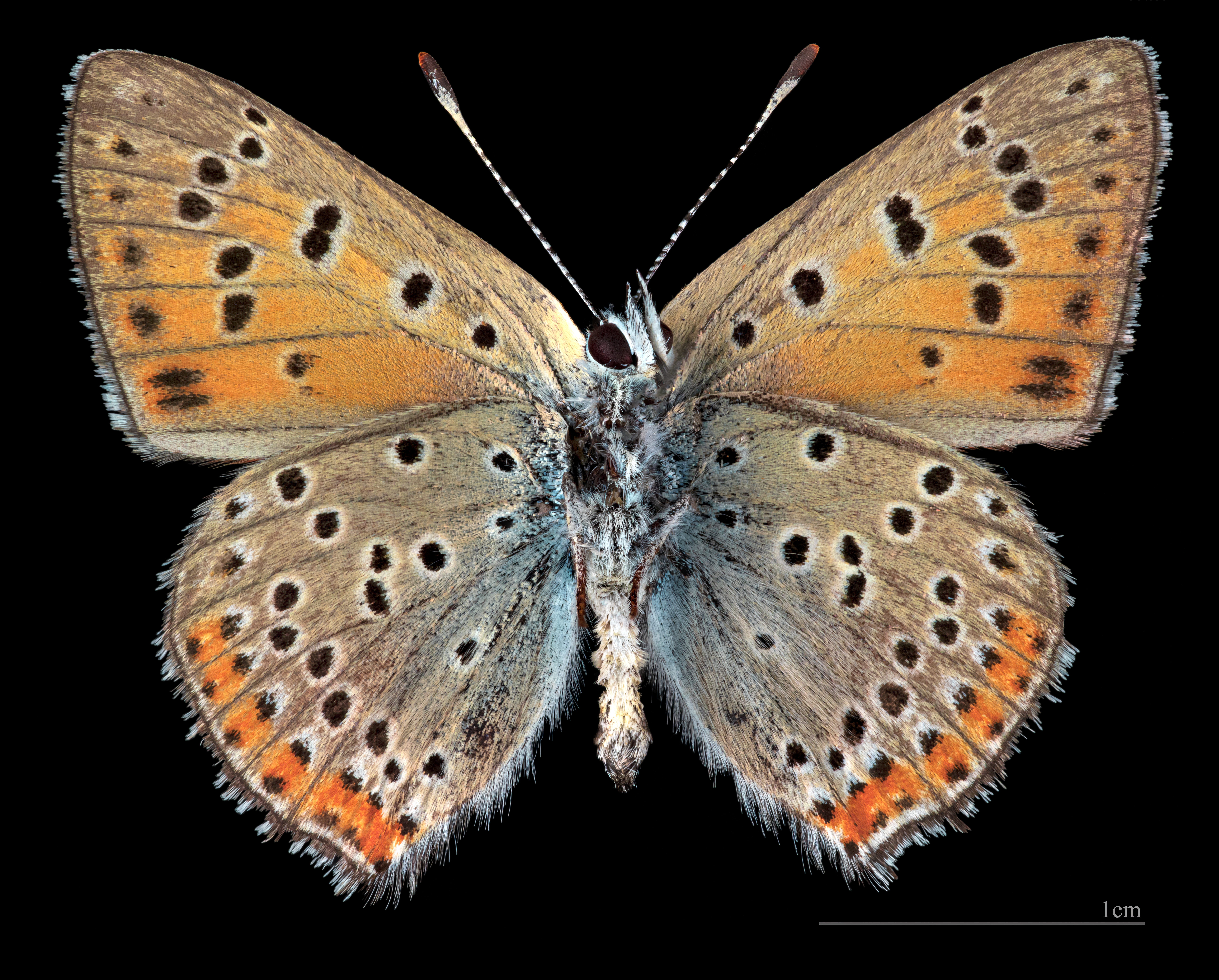
Lycaena alciphron ♂   △

### Hasonló fajok
Hasonlíthat hozzá az aranyos tűzlepke, a barna tűzlepke, a nagy tűzlepke, a havasi tűzlepke, a közönséges tűzlepke, vagy a kis tűzlepke.

## Elterjedése
Európától (Skandinávia kivételével) Kis-Ázsián át egészen Közép-Ázsiáig, az Altajig előfordul. Magyarországon lokálisan az egész országban előfordul, leginkább a Balaton-felvidéken, a Kiskunságban, az Északi-középhegységben, de legnagyobb állománya a Nyírségben található.

## Életmódja
Száraz, meleg rétek, homokpuszták, dolomitsziklagyepek, löszgyepek, déli fekvésű sziklagyepek lepkéje.   
Évente egy nemzedéke repül május elejétől július közepéig (homokvidékeken inkább csak június elején). Az imágók főleg szegfű- és kakukkfűfajok (a nyírségi homokgyepekben a homoki pipitér) virágjain szívogatják a nektárt. Jól, erőteljesen repül. A hímek territóriumot tartanak. Augusztusban kikelő hernyója különféle lórom-fajok (leginkább juhsóska és mezei sóska) leveleit fogyasztja. A hernyó áttelel és a következő tavaszon bebábozódik.   
Magyarországon védett, természetvédelmi értéke 10 000 Ft.

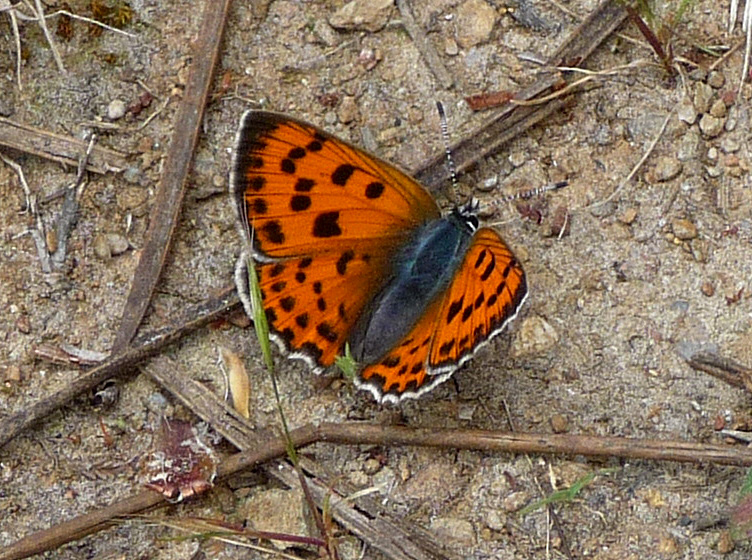
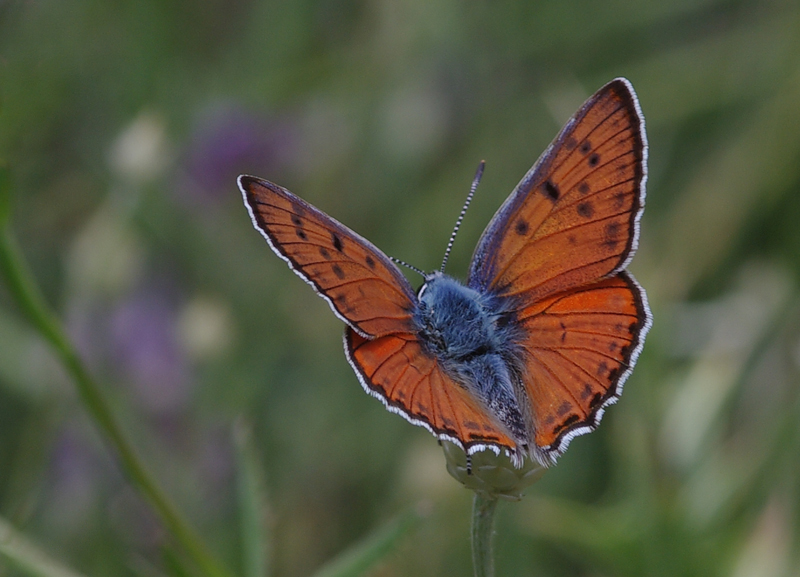
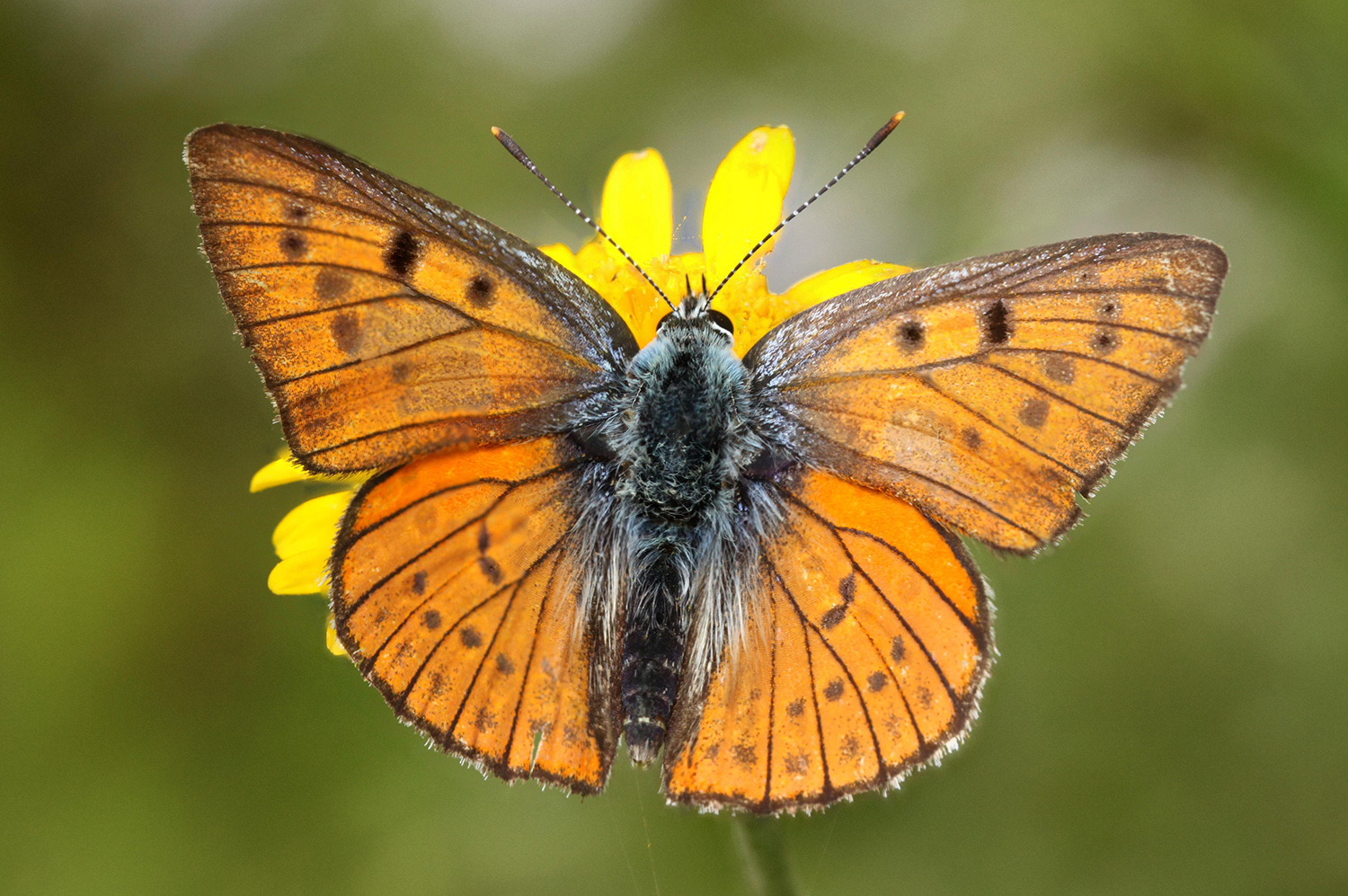
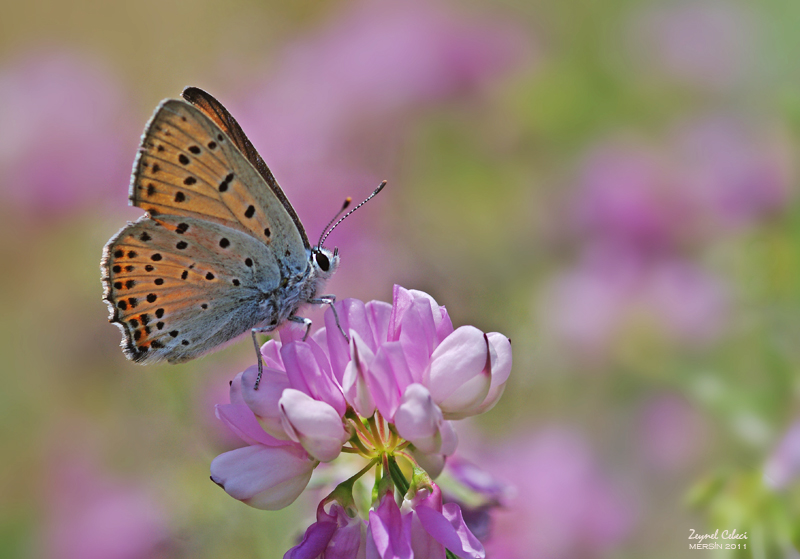
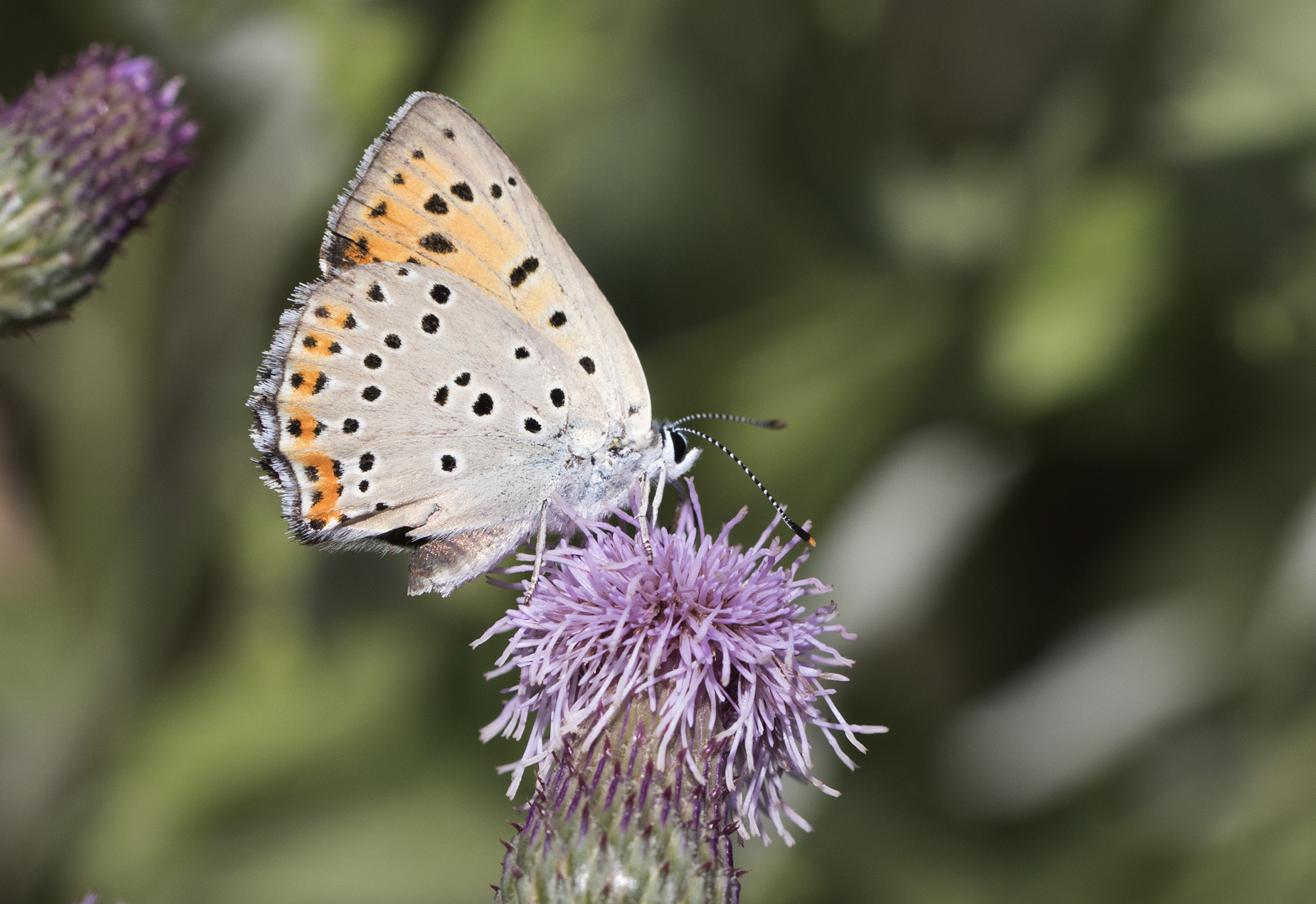